# Gmina Tykocin
Die Gmina Tykocin ist eine Stadt-und-Land-Gemeinde im Powiat Białostocki der Woiwodschaft Podlachien in Polen. Ihr Sitz ist die gleichnamige Stadt mit fast 2000 Einwohnern.

## Geographie
Die namensgebende Stadt liegt etwa 20 Kilometer westlich von Białystok. Zu den Gewässern zählen der Fluss Narew und die Biebrza. Von der Fläche von 207 Quadratkilometern werden 63 % land- und 27 % forstwirtschaftlich genutzt.

## Geschichte
Von 1975 bis 1998 gehörte die Gmina Tykocin zur Woiwodschaft Białystok.

## Gliederung
Zur Stadt-und-Land-Gemeinde Tykocin gehören folgende 34 Schulzenämter: Bagienki, Broniszewo, Dobki, Hermany, Jeżewo Nowe, Jeżewo Stare, Kapice-Lipniki, Kiślaki, Krosno, Leśniki, Lipniki, Łaziuki, Łazy Duże, Łazy Małe, Łopuchowo, Nieciece, Pajewo, Popowlany, Radule, Rzędziany, Sanniki, Sawino, Siekierki, Sierki, Słomianka, Kapice Stare, Stelmachowo, Stelmachowo-Kolonia, Szafranki, Tatary, Żuki und die Stadt mit den Schulzenämtern Tykocin Kaczorowo, Tykocin Nowe Miasto und Tykocin Kolonia.

## Persönlichkeiten
- Tadeusz Truskolaski (* 1958), Stadtpräsident von Białystok; geboren in Kapice-Stare.